# Jibek Joly TV

Logo des Senders CaspioNet bis 1. September 2012

Jibek Joly TV (bis August 2022: Kazakh TV; bis 2. September 2012: CaspioNet) ist der erste Satellitensender Kasachstans und wird von der Nachrichtenagentur Khabar betrieben. Der Name „CaspioNet“ spiegelt die Absicht des Senders wider, Informationen über die gesamte Region des Kaspischen Meeres zu senden.
CaspioNet nahm den Sendebetrieb am 25. Oktober 2002 auf und kann in Europa, Zentralasien, dem Mittleren Osten und Nordafrika empfangen werden. In Deutschland kann das Programm ebenso digital (DVB-C) in einigen Kabelnetzen empfangen werden – z. B. in den Netzen von Unitymedia (verschlüsselt) und NetCologne (unverschlüsselt). CaspioNet's Programm ist in drei Sprachen gehalten: Kasachisch, Russisch und Englisch. Zum 2. September 2012 wurde der Sender in Kazakh TV umbenannt; im August 2022 wiederum in Jibek Joly TV.

## Empfang
Satelliten: Intelsat 904 (Katelco Plus), Eutelsat (SESAT) und Hot Bird 8.